# M/S Yxlan (Waxholmsbolaget)
Yxlan är ett svenskt passagerarfartyg som beställdes 2017 av Waxholmsbolaget. Kapaciteten är 150 passagerare. Maxfart är 11,7 knop.
Yxlan har tillverkats av Baltic Workboats i Estland. Fartygets skrov och överbyggnad byggdes av ett varv i Riga i Lettland.
 I januari 2018 bogserades fartyget till varvet på ön Ösel i Estland, och i slutet av oktober kom hon till Stockholm. Fartyget döptes 8 november 2018 av fartygets gudmor, finanslandstingsråd Iréne Svenonius.
Yxlan har diesel-elektrisk hybriddrift, som kan köras på förnybara drivmedel (möjlighet att köra Scania genset-motorn på 100 % HVO, idag 23 % HVO i dieseln). Fartyget är isbrytande och ska gå i året runt-trafik i Norra skärgården. Den anlöper bryggorna Furusund, Köpmanholm, Östernäs, Gräskö, Norröra, Söderöra, Svartlöga, Rödlöga, Fårgångsö, Högmarsö och Söderäng. Första turen gick 10 december 2018.
Fartyget kostade 48 miljoner kronor. Det har en cafeteria och soldäck.
Under 2019 upptäcktes vissa brister i utförandet av det nya fartyget, och 
i början på september 2019 återvände M/S Yxlan till Nasva, Estland för åtgärder och service på Ösel-varvet.